# Гравийный балласт
Гравийный балласт и Песчано-гравийный балласт — балласт для верхней части строения пути (балластной призмы).

## Классификация
В зависимости от зернового состава природной песчано-гравийной смеси, образовавшейся в результате естественного разрушения горных пород, балласты подразделяют на:
- гравийный
- песчано-гравийный

Содержание кварцевых зерен и зерен прочных горных пород в песчаной части балласта (фракции размером от 0,16 до 5 мм) должно быть не менее 50% от массы этих фракций. Содержание зерен слабых горных пород (с пределом прочности при сжатии менее 20 МПа в водонасыщенном состоянии) в гравийной части балласта (более 5 мм) не должно превышать 10 % от общей массы этих фракций. Песок, используемый для песчаной подушки, должен быть дренирующим и иметь коэффициент фильтрации кф > 0,5 м/сут.

## Применение
В соответствии с ГОСТ 7394—85, в железнодорожном путевом хозяйстве гравийный и песчано-гравийный балласт применяется на станционных, подъездных и соединительных путях, а также в качестве подушки под все виды балластов (щебеночный, асбестовый). Допускается также балластировка главного пути 4-го класса.

## Проблемы использования
От качества и состояния балластного слоя зависит интенсивность роста остаточных деформаций пути и объемы выправочных работ. В то же время на российских железных дорогах именно балластный слой является наиболее запущенным элементом верхнего строения пути. Причиной этого является низкое качество очистки балласта и нарушения ГОСТа на новый щебень (в основном по содержанию фракций менее 25 мм). В зарубежных странах осуществляется даже промывка гравия перед укладкой в путь.